# アリス・イン・ワンダーランド/時間の旅
『アリス・イン・ワンダーランド/時間の旅』（アリス・イン・ワンダーランド じかんのたび、原題: Alice Through the Looking Glass）は、2016年公開のアメリカ合衆国の冒険ファンタジー映画。ティム・バートン製作・製作総指揮。2010年の映画『アリス・イン・ワンダーランド』の続編である。
原題は原作のアリスシリーズ2作目『鏡の国のアリス』のそれだが、映画前作のキャラクターが多数登場する他、原作に登場しない人物も登場する。
また、今作でアブソレムの声優を務めたアラン・リックマンは公開前の2016年1月14日に死去しており、彼の遺作の一つとなった。スタッフロールにも”DEDICATED TO OUR FRIEND ALAN RICKMAN"（我らの友人 アラン・リックマンに捧ぐ）と言う追悼メッセージが表示される。

## ストーリー
ワンダー号での3年に渡る航海を終えてロンドンに戻ったアリスは、母が生活苦から元婚約者のヘイミッシュに自宅の所有権を譲渡する契約を結んだことを知る。ヘイミッシュは「ワンダー号を譲渡すれば自宅の権利を返す」と告げるが、父から譲り受けたワンダー号を手放したくないアリスは返答に窮した。そこに、蝶になったアブソレムが現れてマッドハッターの異変を伝え、アリスは再びワンダーランドに向かう。マッドハッターは、「死んだはずの家族が生きている」と信じ、アリスに家族を探して欲しいと告げるが、アリスに「死んだ家族を探すことは不可能」と返答され病床に伏してしまう。マッドハッターを救うため、アリスは白の女王の助言で、時間を遡れるクロノスフィアを手に入れるため、ワンダーランドの時間を司るタイムの元に向かう。
タイムと会ったアリスはクロノスフィアを貸して欲しいと伝えるが、「クノロスフィアを城の大時計から取り外すと世界が崩壊する」と断られてしまう。しかし、アリスはタイムが赤の女王の応対に気を取られている隙にクロノスフィアを持ち出し、マッドハッターの家族を救うため過去に向かう。アリスは過去に戻りマッドハッターの家族や赤の女王の過去を変えようとするが、いずれも失敗してしまう。そこにタイムが現れクロノスフィアを取り返そうとするが、アリスは元の世界に戻り難を逃れる。
病院のベッドで目覚めたアリスは、ワンダーランドに戻りマッドハッターの家族が死んだ日に向かうが、そこでアリスはマッドハッターの家族は死んでおらず、赤の女王に連れ去られた事実を知る。現在に戻ったアリスはマッドハッターに家族が生きていることを伝え、意識を取り戻したマッドハッターや白の女王たちと共に赤の女王の城に乗り込む。マッドハッターの家族を見つけ出したアリスたちだったが、赤の女王に捕まりクロノスフィアを奪われてしまう。赤の女王は白の女王を連れて、白の女王が自分に嘘をついたことを認めさせるため過去に向かう。
赤の女王のわがままにウンザリしていた家来たちに解放されたアリスは、赤の女王に捕まっていたタイムの協力で赤の女王を追うが、赤の女王が過去の自分に会ってしまったため、世界の崩壊が始まる。アリスたちは現在に戻りクロノスフィアを大時計に戻そうとするが、ワンダーランドの仲間たちは次々に崩壊に飲み込まれてしまう。アリスも崩壊に飲み込まれてしまうが、間一髪でクロノスフィアを大時計に戻すことに成功し、ワンダーランドの崩壊が止まる。白の女王は自分の嘘を認め謝罪すると、赤の女王はそれを受け入れ姉妹はようやく和解することが出来た。アリスは「一緒に暮らそう」というマッドハッターからの誘いを断り、元の世界に戻る。元の世界に戻ったアリスは母と共に貿易会社を設立し、交易を行うためワンダー号に乗り込む。

## キャスト
※括弧内は日本語吹替え。
- タラント・ハイトップ（マッドハッター） - ジョニー・デップ（平田広明）
- アリス・キングスレー - ミア・ワシコウスカ（安藤瞳）
- イラスベス（赤の女王） - ヘレナ・ボナム＝カーター（朴璐美）
- ミラーナ（白の女王） - アン・ハサウェイ（深田恭子）
- タイム - サシャ・バロン・コーエン（滝藤賢一[7]）
- ザニック・ハイトップ - リス・エヴァンス（吉見一豊）
- トウィードルダム、トウィードルディー - マット・ルーカス（小形満）
- ヘレン・キングスレー - リンゼイ・ダンカン（一柳みる）
- ヘイミッシュ - レオ・ビル（間宮康弘）
- アスコット夫人 - ジェラルディン・ジェームズ（宮寺智子）
- アディソン・ベネット医師 - アンドリュー・スコット
- オレロン王 - リチャード・アーミティッジ（田中美央）
- ジェームズ・ハーコート - エド・スペリーアス（下崎紘史）
- アブソレムの声 - アラン・リックマン（土師孝也）
- ベイヤードの声 - ティモシー・スポール（廣田行生）
- サッカリー（三月ウサギ）の声 - ポール・ホワイトハウス（大川透）
- チェシャ猫の声 - スティーヴン・フライ（茶風林）
- マリアムキン（ヤマネ）の声 - バーバラ・ウィンザー（京田尚子）
- マクトウィスプ（白ウサギ）の声 - マイケル・シーン（塩屋浩三）
- ウィルキンズの声 - マット・ヴォーゲル（郷田ほづみ）
- ハンプティ・ダンプティの声 - ウォーリー・ウィンガート（後藤哲夫）
- ノーバディの声 - ミーラ・サイアル（英語版）（おまたかな）
- エルズメア王妃 - ハティ・モラハン（英語版）（大地葉）
- 幼いマッドハッター - ルイ・アシュボーン・サーキス（藤巻勇威）
- アレグザンドラ - ジョアンナ・ボビン（東條加那子）
- 幼いミラーナ - アメリア・クラウチ（内藤穂之香）
- 幼いイラスベス - レイラ・デ・メサ（石井晏璃）
- タイバ・ハイトップ - シモーヌ・カービー（英語版）（横山友香）
- 配達のカエルの声 - オウェイン・リス・デイヴィス（落合弘治）
- 魚の紳士の声 - エドワード・ペサーブリッジ（多田野曜平）

## スタッフ
- 監督 - ジェームズ・ボビン
- 脚本 - リンダ・ウールヴァートン
- 原案 - ルイス・キャロル『鏡の国のアリス』
- 製作 - ティム・バートン、ジョー・ロス、スザンヌ・トッド、ジェニファー・トッド
- 製作総指揮 - ティム・バートン
- 音楽 - ダニー・エルフマン
- 撮影 - スチュアート・ドライバーグ
- 編集 - アンドリュー・ワイスブラム

### 日本語版スタッフ
- 翻訳 - いずみつかさ
- 翻訳監修 - ジェームズ・ハバート
- 演出 - 松岡裕紀
- 日本語版制作 - スタジオ・エコー

## 製作

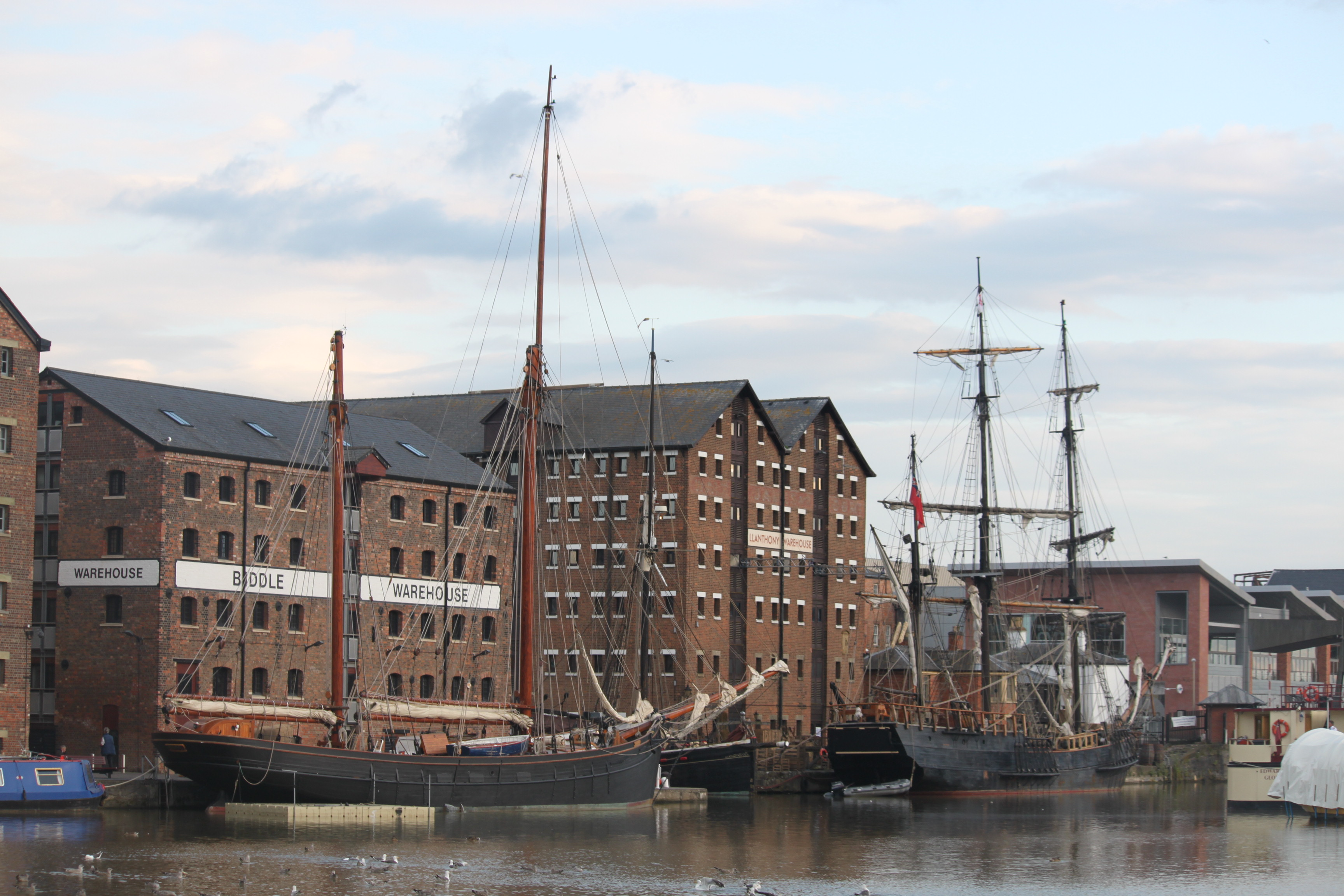
撮影風景

2012年12月、雑誌『バラエティ』は、第1作で脚本を務めたリンダ・ウルヴァートンが続編の執筆を開始し、続編の制作が進行していることを公表した。2013年7月にジョニー・デップが続投することが発表され、11月にはミア・ワシコウスカの続投も発表された。また、同月にはジェームズ・ボビンが監督を務めることが発表された。2014年1月21日にはサシャ・バロン・コーエンがタイム役で出演することが発表された。同年3月にはヘレナ・ボナム＝カーターとアン・ハサウェイの続投が発表され、5月にはリス・エヴァンスがマッドハッターの父親役で出演することが発表された。ボビンはタイムのキャラクター設定について、「ストレートな悪役にならないように配慮した」と述べている。
2014年8月4日に撮影が開始され、10月31日に終了した。グロスターで行われた撮影の際には歴史的な帆船4隻（「キャスリーン・アンド・メイ」、「アイリーン」、「エクシルシオール」、「ペンブルック伯爵」）が使用された。
2015年8月にはウォルト・ディズニー・スタジオが公式Twitterでティザーポスターの画像を公開。11月4日には公式インスタグラムで3パターンのショート映像を初公開し、同月6日に予告編（海外版）の動画を正式公開した。また、同日から8日にかけて開催されたディズニー公式イベント「D23 Expo Japan 2015」では、日本での上映開始が2016年7月であることが公表され、予定通りに本編が公開された。

## 関連商品
- 不思議の国のアリス関連一覧
- タカラトミーモールにて、アリスとマッドハッターのドール（人形）が7月7日に発売[23]。